# Nombre de Kossovitch
El nombre de Kossovitch {\displaystyle (Ko)} és un nombre adimensional que s'utilitza en la transferència de calor quan s'evapora el dissolvent d'un cos humit.
Aquest nombre correspon a la relació entre l'energia necessària per evaporar el dissolvent i l'energia necessària per augmentar la temperatura del mateix cos. Aquest nombre és a prop del nombre de Biot.
El nombre de Kossovitch es defineix com:
{\displaystyle Ko={\frac {{\Delta }_{v}H\Delta u}{c_{p}\Delta T}}}
on:
- ΔvH = entalpia de vaporització
- Δu = diferència del contingut de dissolvent en el cos
- cp = capacitat tèrmica màssica
- ΔT = diferència de temperatura del cos